# طريق ملاحة

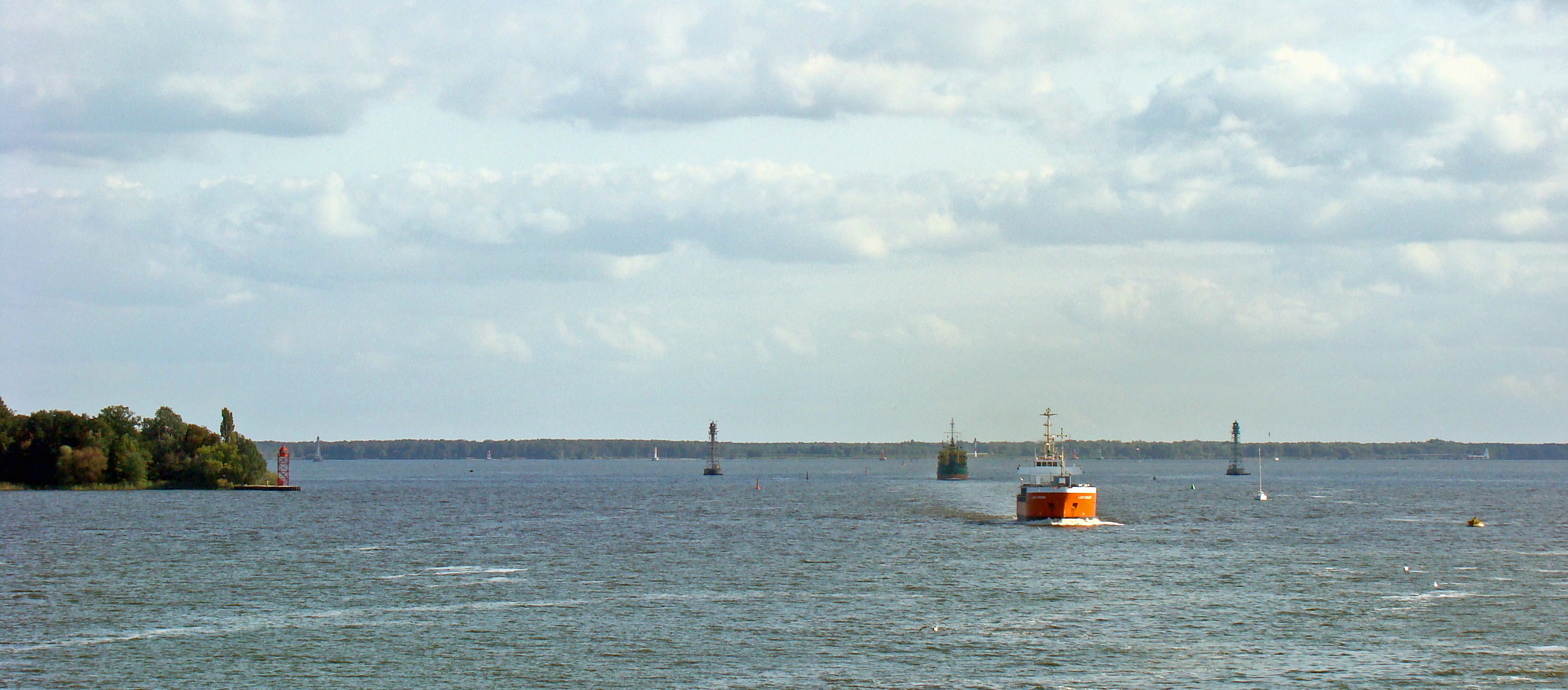
طريق ملاحي في شتشيتسين-سوينوجسكي، بولندا

الطريق الملاحي أو طريق الملاحة هو جزء من مسطح مائي (خليج أو ميناء أو نهر) يحتوي على قناة يصلح الملاحة فيها (المعروفة أيضًا باسم قناة السفن) وهو طريق مناسب للسفن ذات الحجم الأكبر (ذات غاطس أقرب إلى حد السحب).